# Armen Shahgeldyan
Armen Shahgeldyan (in armeno Անդրանիկի Շահգելդյան?; Erevan, 28 agosto 1973) è un allenatore di calcio ed ex calciatore armeno, che ha ricoperto il ruolo di attaccante.

## Palmarès

### Giocatore

#### Club
- Campionato armeno: 2

Ararat: 1993
Pyunik: 1996-1997
- Coppa d'Armenia: 5

Ararat: 1993, 1994, 1995
Mika Erevan: 2005, 2006
- Supercoppa d'Armenia: 1

Mika Erevan: 2006
- Coppa Svizzera: 1

Losanna: 1998-1999

#### Individuale
- Calciatore armeno dell'anno: 2

1993, 2006